# 南北戦争

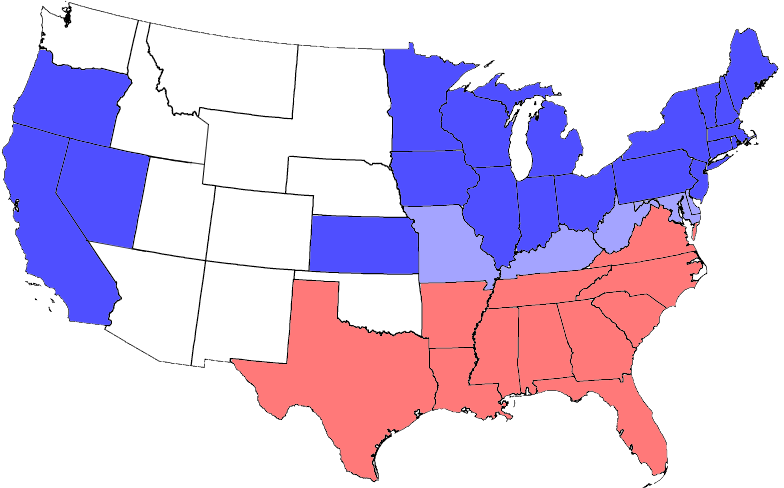
青が北部（アメリカ合衆国）自由諸州。水色が合衆国に留まった奴隷諸州。赤が南部（アメリカ連合国）奴隷諸州。白は準州。

アメリカ連合国（CSA）加盟州の変遷（1860年12月 - 1870年7月）

南北戦争（なんぼくせんそう、英語: American Civil War　またはThe Civil War）は、1861年4月12日から1865年4月9日にかけて、北部のアメリカ合衆国と合衆国から分離した南部のアメリカ連合国との間で行われた内戦である。
奴隷制存続を主張するミシシッピ州やフロリダ州など南部11州が合衆国を脱退してアメリカ連合国を結成し、合衆国にとどまったその他の北部23州との間で戦争となった。この戦争では史上初めて近代的な機械技術が主戦力として投入された。
英語における「civil war」は単に「内戦」を意味する語だが、アメリカ合衆国では独立後に内戦があったのはこの時だけなので（ユタ戦争などの内乱と呼ぶべき物はいくつかある）、国内では通常これに定冠詞をつけ大文字にして「the Civil War」と表記する。アメリカ以外の国では自国の内戦と区別するため、国名を冠して「American Civil War」と表記する（南北戦争のネーミングを参照）。

## 背景
当時、南部と北部との経済・社会・政治的な相違が拡大していた。南部では農業中心のプランテーション経済が盛んで特に綿花をヨーロッパに輸出していた。プランテーション経済は黒人奴隷の労働により支えられており、農園の所有者が実質的に南部を支配していた。南部の綿花栽培の急速な発展は、英国綿工業の発展に伴って増大した綿花需要に負うもので、英国を中心とした自由貿易圏に属することが南部の利益につながっていた。
一方、北部では米英戦争（1812年 - 1814年）による英国工業製品の途絶で急速な工業化が進展しており、新たな流動的労働力を必要とし、奴隷制とは相容れなかった。また、欧州製の工業製品に対抗するため保護貿易が求められていた。その結果、奴隷制と貿易に対する認識を異にしていた北部の自由州（奴隷制を認めないという「自由」、奴隷州に対する概念的呼び方）と南部の奴隷州との間で対立が生じていた。
さらに、アメリカ合衆国が財政難に陥ったフランス（ナポレオン1世）からルイジアナ・テリトリーを購入（ルイジアナ買収）するとともに、メキシコから「独立」したテキサス共和国とカリフォルニア共和国をアメリカ合衆国に加えたことで領土を拡張した結果、それまで上院で保たれていた自由州派（北部）と奴隷州派（南部）の均衡が崩れることとなった。
この時、カリフォルニア州を自由州として、ニューメキシコ準州、ユタ準州については州に昇格する際に住民自らが奴隷州か自由州かを決定すること（人民主権）となった。この協定によって、南部は奴隷州が少数派となること、すなわち自由州側の方が上院議員数が多くなることに危機感を抱いた。なお、開戦の時点で北部の人口は約2200万、南部の人口は約900万だったとされる。南部の人口は、約400万の奴隷人口を含めた数字である。
こうした対立は徐々に先鋭化していき、1857年以降になると、アメリカはドレッド・スコット対サンフォード事件の判決、カンザス・ネブラスカ法、ジョン・ブラウンによるハーパーズ・フェリー襲撃事件といった紛争が立て続けに起こり、南北の対立はもはや鎮静化が不可能な状態にまで達していた。北部では奴隷制に反対する新政党である共和党が急速に支持を拡大し、一方与党である民主党は北部と南部の対立が激化して、党が南北に割れる事態となっていた。

## 経過

### 開戦
1860年11月の大統領選挙では奴隷制が争点のひとつになり、奴隷制の拡大に反対していた共和党のエイブラハム・リンカーンが当選した。この時点では、奴隷は個人の私有財産であることもあり、リンカーン自身は奴隷制廃止を宣言していなかったが、南部では不安が広がった。
同年12月にはサウスカロライナ州が早くも合衆国からの脱退を宣言。翌1861年2月までにミシシッピ州、フロリダ州、アラバマ州、ジョージア州、ルイジアナ州、テキサス州も合衆国からの脱退を宣言した。2月4日にはこの7州が参加したアメリカ連合国を結成、首都をアラバマ州モンゴメリーにおき、ジェファーソン・デイヴィスが暫定大統領に指名された（同年11月に行われた選挙で正式に当選している）。
3月4日にリンカーンが大統領に就任すると、4月12日に南軍が合衆国のサムター要塞を砲撃して戦端が開かれた（サムター要塞の戦い）。リンカーンは合衆国に残ったすべての州にサムター要塞などの奪回を呼び掛け、軍事的な協力を要請した。しかしこれは連合国への軍事対決を意味し、このときいまだ合衆国に残っていた奴隷州を強く刺激した。こうして5月までにバージニア州、アーカンソー州、テネシー州、ノースカロライナ州も連合国に合流した。バージニア州はアメリカ有数の有力州であり、このとき連合国の首都もモンゴメリーからバージニア州のリッチモンドへと移された。ただし奴隷州でもデラウェア州、ケンタッキー州、メリーランド州、ミズーリ州、それにバージニア州の西部（後にバージニア州から「独立」してウェストバージニア州となる）は合衆国に残った。合衆国に残ったこれらの奴隷州への対応に、リンカーン大統領は非常に苦慮する事となる。
4月19日にはリンカーン大統領が南部海岸線の海上封鎖を宣言した。この封鎖は大西洋岸からメキシコ湾岸まで徐々に広がり、南部経済を締め付けていった。経済学者のなかには、海上封鎖はアメリカ海軍の勝利であり、戦争そのものに勝利する主要要因となったと分析する者もいる。

### 開戦時の情勢

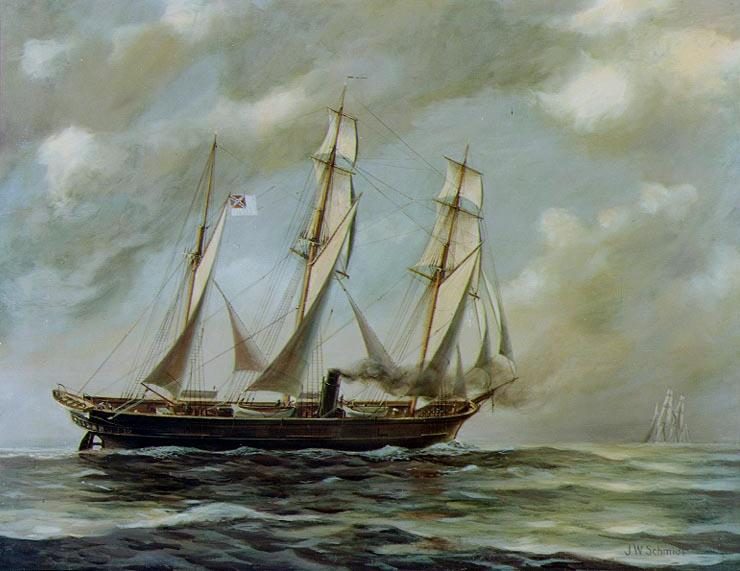
アラバマ号はイギリスで建造され、私掠船として南軍に提供され、北軍の貿易を妨害した。

南北戦争が勃発した時点では、北部も南部も戦争の準備は全くできていなかった。合衆国陸軍に所属していた将兵は1万6000人程度であり、武器も米墨戦争時の旧式のものを使用しているだけであった。また、合衆国海軍も将兵7600名と船舶42隻程度しか保有していなかった。しかし、それに対して南部は正規軍と呼べるような兵力は保有しておらず、海軍も存在しなかった。
大半の将兵は合衆国軍に残ったが、士官のうち313名が職を辞して南部連合軍に参加した。この中には後に南軍の将軍として有名になるロバート・E・リーやストーンウォール・ジャクソン、ジョセフ・ジョンストン、それにP・G・T・ボーリガードなども加わっており、南北戦争を長引かせるひとつの要因となった。
開戦時に北部が優位であった点:
- 開戦の時点で北部には既存の政府組織が存在していたのに対して、南部は一から政府組織を作り上げねばならなかった。
- 南部と比較して中央集権的な政治体制であったため、合衆国政府の意思決定がスムーズであった。南部はそれぞれの所属州の発言力が強かったため、南部連合の方針を決める際にデイヴィス大統領は非常に苦慮することとなった。
- 上記のように北部と南部の間には大きな人口差があり、そのため兵役適齢（当初は18歳から35歳）とされる男性の人口も大きな差があり、北部は約400万前後に対して、南部は100万強だった。南部では後にこの枠が17歳から45歳までに拡大され、最終的に上限は50歳まで引き上げられた。しかしそれでも兵のなり手が足りず、敗戦間際には奴隷から志願者を募ろうという案まで提出された。
- 北部では上記のように工業面が南部より発達していた。鉄道の長さは南部の2倍以上あった。この鉄道を利用し、北部は食料や武器を兵たちに受け渡すことができた。

開戦時に南部が優位であった点:
- 人的資源の量では劣っていたが、多くの優秀な指揮官が合衆国軍を去って南部連合に合流した。そのため北部では将軍に任命するに足る人物が不足することとなった。
- 奴隷制を維持し「南部の生き方」を守る、侵攻してくる北軍から郷土を守るといった明確な目的があるため士気が高かった。一方で北部の目標は「合衆国を守る（＝南部を合衆国に連れ戻す）」という曖昧なものであり、南部と比較して戦争に対する温度差も大きかった。「放っておけばそのうち戻ってくる」と思っている者や「離反したいならさせておけば良い」と思っている者が少なからずいたのである。

### 東部戦線
南北戦争は広大な地域で戦われたが、主な戦線としては東海岸の東部戦線と、アパラチア山脈以西の西部戦線とに大別することができる。そして、南北戦争の最も主要な戦線であり、規模の大きな戦闘が繰り返し起こったのは東部戦線の方だった。これは、東海岸の方が開発が進んでおり人口も多かったうえ、北部のワシントン・南部のリッチモンドの両首都も東部に位置していたためである。さらにこの両首都は直線距離でわずか160kmほどしか離れておらず、両都市間に険しい山岳などの障害になる地形も少なかった。北部のワシントンなどはポトマック川を挟んで南部領と隣接している状態であり、自然と両軍ともに相手の首都をめざし進撃することが多かった。こうして、この両都市間の狭い土地で激しい戦いが多く繰り広げられることとなった。
当初リンカーン大統領が動員した戦力は7万5000人、兵役期間は3か月と短期間で、早期に決着がつくと考えていたと言われている。しかし、南北の最初の本格的な軍事衝突となった1861年7月の北軍のバージニアへの侵攻は、第一次ブルランの戦い（第一次マナサスの戦い、7月21日）での南軍の頑強な抵抗の前に頓挫し、戦争の長期化は避けられない情勢となった。
1862年3月、ジョージ・マクレラン率いるポトマック軍がリッチモンドの南東に上陸し、5月にはリッチモンドに肉薄するところまで侵攻した。しかし七日間の戦い（6月25日 - 7月1日）で、南軍のロバート・E・リー率いる北バージニア軍に大損害を与えたものの、現有戦力での攻略は無理と見て退却した。連動してジョン・ポープ率いるバージニア軍もバージニアへ侵攻するが、第二次ブルランの戦い（8月28日 - 8月30日）でリーに敗北した。戦勝の勢いでリーはメリーランドへの侵攻を試みるが、アンティータムの戦い（9月17日）の結果、後退を強いられた。
戦局が持ち直したのを見た大統領リンカーンは同年9月、奴隷解放宣言を発した（本宣言は翌1863年1月）。この頃からリンカーンは、奴隷制に対する戦いを大義名分として前面に押し出すようになり、その成果もあって連合国がイギリスやフランスから援助を受けようとする努力は失敗に終わった。
1863年、リーは再度の北部侵攻に出たが、ゲティスバーグの戦い（7月1日 - 7月3日）の末、再び後退を強いられた。7月13日、ニューヨーク徴兵暴動。11月19日、ゲティスバーグの戦いにおける戦没者のための国立墓地献納式典においてリンカーン大統領が行ったのが、ゲティスバーグ演説として知られる有名な演説である。

### 西部戦線
一進一退の状況が続いた東部戦線とは異なり、西部戦線では終始北軍が優勢に戦いを進めた。ケンタッキー州が合衆国残留を決めたため、防御に適したオハイオ川を防衛線とすることができず、そのはるか南に戦線を置かざるを得なかった。西部戦線での最初の戦闘は、1861年8月10日にミズーリ州スプリングフィールド近くで北軍と南軍側のミズーリ州兵との間で起こったウィルソンズ・クリークの戦いである。この戦いで南軍は勝利したもののミズーリ州を制圧することはできず、ミズーリ・ケンタッキー両州は動揺はあったものの北部側にとどまり続けることとなった。西部戦線での大きな転機となったのは、1862年2月に起きたドネルソン砦の戦いである。この戦いで北軍のユリシーズ・グラントは南軍の大部隊を降伏させ、北軍はナッシュヴィルをはじめとするテネシー州全域へと侵攻した。4月のシャイローの戦いで北軍は再び勝利し、ミシシッピ川の要衝であるメンフィスを占領した。一方、合衆国海軍は制海権を握っているメキシコ湾からの侵攻を試み、1862年4月29日にはニューオーリンズの戦いにおいて南部最大の都市であるニューオーリンズを陥落させた。こうした北軍の攻勢に対し、南軍はいまだ支配下にあるテネシー州東部のノックスビルから北方のケンタッキー州への侵攻を試みたが、この侵攻作戦はペリービルの戦い（10月8日）とストーンズリバーの戦い（12月31日 - 1863年1月2日）によって失敗した。グラントは1862年10月にはテネシー軍を率いるようになり、以後この戦線においてさらに重要な役割を果たすようになる。
北軍優勢の中で、ミシシッピ川沿いには南軍側のビックスバーグ要塞がいまだ残存しており、南部の東西を結びつける唯一の要衝となっていた。しかしグラントはヴィックスバーグの戦い（5月18日 - 7月4日）で同要塞を攻略し、これによって北部はミシシッピ川の支配権を確保するとともに南軍を完全に東西に分断することに成功した。さらにグラントはテネシー州東部へと進撃し、チャタヌーガの戦い（11月23日 - 25日）の勝利で南部の中心地帯への侵攻路を開いた。

### 戦中の変化
この戦争は、北部南部ともに社会に大きな変化をもたらした。南部は中央集権的な北部に対し州権主義を掲げて蜂起したはずであったが、北部との戦争を遂行する上で集権化は避けられず、連合国政府と一部の州の間で対立が生じた。また、北部による海上封鎖によって南部経済の主力である綿花の輸出は大打撃を受け、南部経済は混乱していった。北部においても政府の権限は強大化していき、所得税の導入や不換紙幣の発行などで政府の財政を強化する策がとられた。
また南軍の銃器はフランス製の手工業製品が多く、北軍の銃器は品質管理の行き届いた工場生産のものが多かった。このことは、部品の互換性が南軍の銃器においては難しかったのに対し、北軍の銃器では部分的に破損した銃器から使える部分を集めて新たに使用可能な銃器が再生できることにつながる。こうした工業力の根底の違いがしだいに戦況を左右することとなった。

### 戦争の終結
1864年3月、グラントが北軍総司令官に就任した。南軍の一部隊はこの夏には合衆国首都ワシントンD.C.にまで迫ったが、戦争が長期化するにつれて、装備、人口、工業力など総合力に優れた北軍が優勢に立つようになっていた。またグラントはそれまでの将軍とは違い、開戦で敗北しても引き上げるような事はせず、そのまま敵地にとどまって北バージニア軍と戦い続けた。さらに、西部においてはグラントから西部の指揮権を引き継いだウィリアム・シャーマンが1864年5月にアトランタ方面作戦を開始し、9月には南部残存地域の中心部に位置する要衝アトランタを陥落させた。アトランタを灰燼に帰したシャーマンは、続いて南部の継戦能力を奪うために大西洋に向かって焦土進撃作戦を開始した。海への進軍である。すでにこの地域に北軍に対抗できる戦力は残っておらず、北軍はあらゆるものを破壊しながら進軍して12月にはジョージア州海岸のサバンナに達した。さらにここでシャーマン軍は北に向きを変え、1865年1月にはカロライナ方面作戦を開始してサウスカロライナ州へと進撃。2月17日には州都コロンビアを破壊し、同月18日には海港都市チャールストンを降伏させた。3月にはノースカロライナ州に入り、州中部のゴールズボロにまで達した。
1865年3月には北軍の最後の攻勢であるアポマトックス方面作戦が開始され、4月1日のファイブフォークスの戦いで打撃を受けた南軍は4月3日に南部の首都リッチモンドから撤退し、西へと退却した。しかし追いすがる北軍と4月9日にアポマトックス・コートハウスの戦いが起き、リーが降伏して南北戦争は事実上終了した。
お互いにあらゆる国力を投入したことから、南北戦争は世界で最初の総力戦のひとつとなった。最終的な動員兵力は北軍が156万人、南軍が90万人に達した。
両軍合わせて50万人近くの戦死者を出し、民間人死者を合わせると70～90万人に上るとされている。これは今日に至るまで、戦争における合衆国史上最大の死者数である。なお、北軍の公式戦死者数は36万4511人であるが、南軍の公式な戦死者数のデータは存在しない。しかし、陸軍憲兵司令官の報告書には13万3821人とある。

## 戦後

### 奴隷制の終了
|              | 年      | アメリカ合衆国   | アメリカ連合国  |
| ------------ | ------- | ---------------- | --------------- |
| 人口         | 1860    | 22,100,000 (71%) | 9,100,000 (29%) |
| 人口         | 1864    | 28,800,000 (90%) | 3,000,000 (10%) |
| 自由市民     | 1860    | 21,700,000 (81%) | 5,600,000 (19%) |
| 奴隷         | 1860    | 400,000 (11%)    | 3,500,000 (89%) |
| 奴隷         | 1864    | ほとんどなし     | 1,900,000       |
| 兵士         | 1860–64 | 2,100,000 (67%)  | 1,064,000 (33%) |
| 鉄道マイル数 | 1860    | 21,800 (71%)     | 8,800 (29%)     |
| 鉄道マイル数 | 1864    | 29,100 (98%)     | ほとんどなし    |
| 工業生産     | 1860    | 90%              | 10%             |
| 工業生産     | 1864    | 98%              | ほとんどなし    |
| 兵器生産     | 1860    | 97%              | 3%              |
| 兵器生産     | 1864    | 98%              | ほとんどなし    |
| 綿花（梱）   | 1860    | ほとんどなし     | 4,500,000       |
| 綿花（梱）   | 1864    | 300,000          | ほとんどなし    |
| 輸出         | 1860    | 30%              | 70%             |
| 輸出         | 1864    | 98%              | ほとんどなし    |

奴隷制が崩壊したことは、南部諸州から安い労働力を失うことを意味した。テキサス州では深刻な不況に陥った。
南部諸州は北部による軍事占領下におかれ、そのもとで黒人に投票権が与えられた。しかし1877年以降南部の白人が州内において主導権を取り戻すと、激しい揺り戻しが起きた。1890年代以降、南部各州では相次いで有色人種に対する隔離政策（ジム・クロウ法）が立法化され、奴隷こそいなくなったものの人種差別 (厳密には人種隔離)はふたたび強化された。この人種差別状況が改善されるのは、1950年代の公民権運動を待たなければならなかった。
「奴隷解放宣言」により、南部の州で奴隷の扱いを受けていた黒人は解放された。しかし、南部における黒人に対する差別や偏見はその後も潜在的に残り、KKKなどの活動を生み出す土壌となった。南部では現在もなお、南北戦争は「北部による侵略戦争」（The War of Northern Aggression：アメリカにおける南北戦争の別名）であったと主張する者もいる。
南部の黒人差別は、後に南部から北部への、黒人の大移動が起こる原因となる。

### イギリス政府による損害賠償
アメリカ合衆国は1869年、第3代パーマストン子爵内閣下の造船所で建造された船舶が南北戦争にあたり南軍私掠船（軍艦）として提供され北軍に損害を与えたとしてイギリスに損害賠償を請求した（アラバマ号事件）。
この交渉により1871年にワシントン条約が締結され、スイスのジュネーブに国際仲裁裁判所が創設された。初めての国際仲裁裁判で裁判官5名が判決した最終的な賠償金1,550万ドルはワシントン条約の一部となり、イギリスは1872年にこれをアメリカに支払った。なお、イギリスが北軍の海上封鎖と違法な漁業権割譲により被った損害192万9819ドルはこのとき相殺された。
この条約によりアメリカとイギリスの関係は改善した。

## 南北戦争の意味
南北戦争については次のような対立軸が考えられる。
- 奴隷制を否定する北部 vs. 奴隷制を肯定する南部
- 保護貿易を求める北部 vs. 自由貿易を求める南部

このように、南北は体制や経済構造において別の国とも言えるほどに違う状況にあった。この対立軸は、19世紀におけるイギリスを中心とした世界経済体制形成の過程で起きた一連の政変・戦争の一環である。この戦争の直前には日本へ黒船を派遣しており、欧州から始まった産業革命の波は東西から東アジアに達していた。農業国としてイギリスから独立して100年が経ち、工業経済化を進める北部と、原料供給地としての農業経済を継続したい南部が、一国としてまとまることが難しくなったために戦争が起きた。
南部は独立を求めた。その理由は奴隷制の維持である。独立しなければ奴隷制廃止の州がどんどん増えて、奴隷制が消滅してしまう。モンロー主義を掲げ、欧州による経済支配を忌避した合衆国は、強い主権国家を標榜しており、南部諸州の離脱は認めがたかった。合衆国としての強い基盤を築くためには、独立を求める南部と対立することが避けられない情勢となった。サムター要塞の戦いをきっかけとして、先鋭化した対立環境は火を噴くこととなった。
結果的に北部が勝利し、合衆国は国民国家として発展を続けることになる。終戦後にアラスカを買収し、北アメリカ大陸は世界的にも安定した情勢を保つことになり移民流入の増大も国力を伸張させた。列強の一つとなった合衆国は、欧州に対する相対的な国力増大を背景に、中南米や東アジアにおいて国際的な活動を展開することとなった。
また、日本においてはこの戦争で使われた中古小銃類が大量に輸入され、戊辰戦争で兵器として使われている。特にアメリカで発明されたガトリング砲は、南北戦争ではあまり使用されず、戊辰戦争ではじめて本格的に使われたと言われる。他、アメリカは1858年に日米修好通商条約を結び、日本の「鎖国」を解除し、日本に大きな影響力を確保したかに見えた。しかし、その後、アメリカは南北戦争および戦争の戦後処理に手を取られたため、戊辰戦争では倒幕側にイギリスが協力、幕府側にはフランスが協力する図式となり、アメリカは大きく関わらなかった。

## 南北戦争時の通貨、財政

### 通貨
北部と南部は戦費調達のために政府紙幣を発行した。戦争中は金との兌換は停止され、北部ではグリーンバック (紙幣)、南部はグレイバック (紙幣)と呼ばれる紙幣を発行して、互いの勢力下で流通した。さらに両政府は利子がついた政府紙幣も発行した。南北戦争以前のアメリカは、個人や団体が自由に銀行を設立できる自由銀行時代であり、複数の銀行券が乱立状態にあった。しかし北部がインフレーション対策として1863年に全国通貨法を制定し、国債を担保として国法銀行券の発行が可能となった。この法律によって北部政府のグリーンバックを国法銀行券に置き換えることが可能となり、通貨の統一が進んだ。
南部は北部の3倍以上の額面の13.6億ドルを発行して紙幣が歳出累計額の65パーセントに達した。グレイバックは増刷によってインフレーションが起き、グリーンバック以上に金に対する価値が下落した。紙幣の価値は戦況の影響を大きく受け、ゲティスバーグの戦い以降はグレイバックの下落は加速した。

### 税制
北部では、戦費の調達を安定化するために内国歳入法を成立して、アメリカで初めて所得税が導入された。他に物品税（酒、タバコ、ヨット、ビリヤード等）や印紙税も導入した。北部の税収は1862年の5000万ドルから1865年には5.6億ドルと10倍以上になったが、戦費はさらに多額であり、財政赤字は25.9億ドルとなった。
南部では貿易による関税が大きな財源だったが、北部が1861年4月から海上封鎖を始めたために関税収入は急減した。南部は1861年8月に綿花の輸出税を課し、財産や贅沢品にも戦時課税をしたが、税収は累計で1.4億ドルとなり歳出の7パーセント未満となった。

### 公債
北部、南部ともに1861年から国債も発行した。北部は20年物の6パーセント利付国債を5000万ドル、南部は20年物で2種類の担保がある8パーセント利付国債を合計1億5千万ドル発行した。北部の国債には海外からの投資があり、戦争勃発時はドイツが投資した。イギリスとフランスからの投資は戦争の結果が定まってから始まり、1866年の3.5億ドルから1869年の10億ドルと急増した。
南部政府の国債は、州債よりも金利が高くなり、州債はさらに市債よりも金利が高くなって平時と逆転した。これは、敗戦によって国家や州が解体されるリスクが市よりも高いと人々に予想されたのが原因とされる。南部は、ヨーロッパでコットン・ボンドと呼ばれる国債も発行してポンドで元利金の支払いを行なった。その理由は、イギリスを南部側として介入させるためだったとされる。

## 南北戦争を題材とした作品

### 小説
- 『若草物語』（1868年、ルイーザ・メイ・オルコット）
- 『神秘の島』（1874年、ジュール・ヴェルヌ）
- 『赤い武功章』（1895年、スティーヴン・クレイン）
- 『風と共に去りぬ』（1936年、マーガレット・ミッチェル）
- 『アブサロム、アブサロム!』（1936年、ウィリアム・フォークナー）

### 映画
- 『國民の創生』（1915年、監督：D・W・グリフィス）
- 『キートンの大列車追跡』（1926年、監督：バスター・キートン、クライド・ブラックマン）
- 『南北珍雄腕比べ（英語版）』（1926年、監督：クラレンス・バッジャー（英語版））[26]
- 『風と共に去りぬ』（1939年、監督：ヴィクター・フレミング）
- 『勇者の赤いバッヂ』（1950年、監督：ジョン・ヒューストン）
- 『七人の脱走兵』（1954年、監督：ヒューゴ・フレゴネス）
- 『機関車大追跡』（1956年、監督：フランシス・D・リヨン（英語版））
- 『南部の反逆者』（1957年、監督:ラオール・ウォルシュ）
- 『ふくろうの河』（1962年、監督：ロベール・アンリコ）
- 『ダンディー少佐』（1964年、監督：サム・ペキンパー）
- 『2000人の狂人』（1964年、監督：ハーシェル・ゴードン・ルイス）
- 『続・夕陽のガンマン』（1966年、監督：セルジオ・レオーネ）
- 『白い肌の異常な夜』（1971年、監督：ドン・シーゲル））
  - 『The Beguiled/ビガイルド 欲望のめざめ』（2017年、監督：ソフィア・コッポラ）※リメイク
- 『ロング・ライダーズ』（1979年、監督：ウォルター・ヒル）
- 『グローリー』（1989年、監督：エドワード・ズウィック）
- 『南北戦争前夜』（1992年、監督：グレゴリー・ホブリット）
- 『ゲティスバーグの戦い/南北戦争運命の3日間』（1993年、監督：ロナルド・F・マックスウェル）
- 『潜水艦CSSハンレー』（1999年、監督：ジョン・グレイ）
- 『楽園をください』（1999年、監督：アン・リー）
- 『コールド マウンテン』（2003年、監督：アンソニー・ミンゲラ）
- 『ゴッド&ジェネラル/伝説の猛将』（2003年、監督：ロナルド・F・マックスウェル）
- 『ＣＳＡ ～南北戦争で南軍が勝ってたら？～』（原題：THEY WON CSA、2004年、監督：ケヴィン・ウィルモット ）
- 『アメリカン・シビル・ウォー』（2006年、監督：ブライアン・ジェームズ・エゲン、ドン・マックスウェル）
- 『リンカーン』（2012年、監督：スティーヴン・スピルバーグ）
- 『ニュートン・ナイト 自由の旗をかかげた男』（2016年、監督：ゲイリー・ロス)

### テレビドラマ
- 『南北戦争物語 愛と自由への大地』（1985年、監督:リチャード・T・ヘフロン）
- 『ブルー＆グレー』　(1982年11月　監督：ラリー　ホワイト＆ルー　レイダ）リンカーン大統領役　グレゴリー・ペック

### テレビアニメ
- 『キリン名曲ロマン劇場 金髪のジェニー』（1979年、監督:土屋啓之助）
- 『ハウス世界名作劇場 愛の若草物語』（1987年、監督:黒川文男）

### ゲーム
- 『War of rights』(PC steam 2018年12月4日)
- 『コマンドマガジン日本版第29号「ゲティスバーグの戦い」』（国際通信社）
- 『コマンドマガジン日本版第59号「アンティータム会戦」』（国際通信社）
- 『コマンドマガジン日本版第83号「ブルー&グレー」』（国際通信社）収録ゲームは、CHICKAMAUGA(チカマウガの戦い), ANTIETAM(アンティータムの戦い), SHILOH(シャイローの戦い),CEMETARY HILL(セメタリー・ヒル)
- 『ハウス・デバイデッド (A House Divided)』（GDW社/1981年 ファランクスゲームズ）
- 『大戦略南北戦争 (The Civil War)』（Victory Games社/1983年 ホビージャパン社）
- 『ノース&サウス わくわく南北戦争』（ファミリーコンピュータ、1990年 コトブキシステム）
- 『The War for the Union』（1992年 Clash Of Arms社）
- 『For the People』（1998年 AvalonHill社）
- 『Civil War: Nation Divided』（Xbox 360/PS2、2008年11月4日、Activision社）
- 『Civilization 5』拡張パック第2弾「Brave New World」に、南北戦争シナリオマップが含まれている（2013年7月 Firaxis Games社）

### 音楽
- 『自由の喊声』
- 『ジョージア行進曲』
- 『ジョニーが凱旋するとき』
- 『リパブリック讃歌』